# 蘭卡斯特王朝
兰开斯特王朝（英語：House of Lancaster）是英國歷史上的一個王朝。在1399年時，金雀花王朝支系蘭開斯特公爵亨利趁國王理查二世遠征愛爾蘭時，奪去王位，成為兰开斯特王朝的第一位國君。蘭卡斯特之名來自該王朝的成員均為第一代兰开斯特公爵約翰的後代，而以紅玫瑰為王朝的象徵。在15世紀時，蘭開斯特王朝與約克王朝為了爭奪英格蘭王位，而爆發了玫瑰戰爭，紅玫瑰代表蘭開斯特王朝、白玫瑰代表約克王朝。這兩個王朝之間的競爭，也導致於現今兰开夏郡與約克郡之間也保持著友好的競爭關係。
都鐸王朝的亨利·都鐸（即後來的英格蘭王亨利七世）對兰开斯特王朝的繼承權是透過他母親玛格丽特·博福特，她是兰开斯特公爵約翰的曾孫女。而玛格丽特·蒲福嫁給了里奇蒙伯爵埃德蒙·都鐸，從而生下亨利·都鐸。

## 兰开斯特王朝歷任君主
1. 1399-1413 亨利四世 King Henry IV
2. 1413-1422 亨利五世 King Henry V
3. 1422-1461, 1470-1471 亨利六世 King Henry VI